# هربرت ماكولاي
كان أولايينكا هربرت سامويل هيلاس بادموس ماكولاي (14 نوفمبر 1864- 7 مايو 1946) قوميًا نيجيريًا وسياسيًا ومسّاحًا ومهندسًا ومعماريًا وصحافيًا وموسيقيًا ويُعدّه الكثير من النيجيريين مؤسس القومية النيجيرية.

## نشأته
وُلد هربرت ماكولاي في برود ستريت بلاغوس، في 14 نوفمبر 1864 لعائلة توماس بابينغتون ماكولاي وأبيغيل كروثر. كان والداه ابني أشخاص أُسروا من ما يُعرف اليوم بنيجيريا، وأعاد أسطول غرب أفريقيا البريطاني توطينهم في سيراليون، وعادوا في نهاية المطاف إلى نيجيريا الحالية. كان توماس بابينغتون ماكولاي أحد أبناء أوجو أورياري بينما كانت أبيغيل كروثر ابنة الأسقف سامويل أجايي كروثر، سليل الملك أبيودون. كان توماس بابينغتون ماكولاي مؤسس أول مدرسة إعدادية في نيجيريا، وهي مدرسة سي إم إس في لاغوس.

## تعليمه
دخل ماكولاي المدرسة الابتدائية في 1869، ومن 1869 حتى 1877، تلقى تعليمه في مدرسة سانت بول بريدفروت بلاغوس ومدرسة سي إم إس فاجي بلاغوس. من 1877 إلى أكتوبر 1880، ارتاد مدرسة سي إم إس الإعدادية بلاغوس. كان طالبًا في المدرسة وقتما توفي والده في 1878. في 1880، انضم إلى السفينة البخارية التجارية الخاصة بخاله وشرع في رحلة تجارية وتبشيرية عبر نهر النيجر فزار بوني ولوكوجا وجبيب وبراس. بعد التحاقه بمدرسة تبشيرية مسيحية، حصل على وظيفة بصفة مساعد كتابي ومفهرس في إدارة الأشغال العامة بلاغوس. بعد ذلك، وبدعم من الحكومة الاستعمارية، غادر ماكولاي لاغوس في 1 يوليو 1890 لمواصلة تدريبه في إنجلترا. من عام 1891 إلى 1894، درس الهندسة المدنية في بليموث بإنجلترا، وكان أيضًا تلميذًا لجي. دي. بيلامي، وهو مساح منطقة ومهندس مياه في بليموث. في عام 1893، صار خريج المعهد الملكي للمهندسين المعماريين البريطانيين في لندن. كان ماكولاي موسيقيًا بارعًا أيضًا، وحصل على شهادة في الموسيقى من كلية ترينيتي بلندن وشهادة في العزف على الكمان من كلية الموسيقى الدولية بلندن.

## حياته المهنية
عند عودته إلى لاغوس في سبتمبر 1893، استأنف العمل مع الخدمة الاستعمارية بصفة مساح أراضي التاج. ترك الخدمة بصفة مفتش للأراضي في سبتمبر 1898 بسبب النفور المتزايد من الحكم البريطاني لمستعمرة لاغوس وموقف يوروبالاند ومحمية ساحل النيجر بصفتها محميات بريطانية. ذكر مؤلفون آخرون، مثل باتريك ديلي كول، مزاعم إساءة استخدامه منصبه (التي زعمها رؤساؤه البريطانيون) وجدال المكاسب الشخصية التي خيمت على استقالة ماكولاي بصفة مساح منح التاج. ذكرت كريستين مان، مستشهدة برسائل الحكومة الاستعمارية البريطانية، أن سلوك ماكولاي لم يكن شريفًا، إذ استخدم «منصبه بصفته مساحًا لأراضي التاج لمساعدة أصدقائه في الحصول على منح التاج واضطهاد الأعداء من خلال منح أراضيهم للآخرين». كتبت إضافة إلى ذلك أن ماكولاي «حصل على منح التاج تحت أسماء مستعارة ثم باعها وحقق أرباحًا». في أكتوبر 1898، حصل على رخصة لممارسة مهنة المساحة. بصفته مساحًا، تضمنت خططه وتقييماته منزل إي. جيه. أليكس تايلور في شارع فيكتوريا، ومقر إقامة هنري كار في تينوبو، ومنزل أكينولا ماجا وفيلا دوهيرتي في ساحة كامبوس.

## حياته الخاصة
تزوج ماكولاي من كارولين برات، ابنة مفوض الشرطة الإفريقي في ديسمبر 1898. انتهى زواجهما في أغسطس 1899 بوفاة كارولين أثناء الولادة، ويُقال إن ماكولاي تعهد بعدم الزواج مرة أخرى أبدًا. على الرغم من أن ماكولاي لم يتزوج مرة أخرى في الكنيسة، كان لديه علاقات غرامية بما في ذلك السيدة دا سوزا التي عادت إلى لاغوس موطن أجدادها من البرازيل وعاشت حتى التسعينيات من عمرها، والتي أنجب منها عددًا من الأطفال، بالإضافة إلى رفيقات لم ينجب منهن (ستيلا ديفيز كوكر، ابنة جيه. بّي. إل. ديفيس وسارة فوربس بونيتا، التي عاشت مع ماكولاي من 1909 حتى وفاتها في 1916). أنجبا ابنة سمياها سارة أبيغيل ماكولاي أداديفوه. سُميت سارة أبيغيل تيمنًا بجدته لأمه سارة فوربس بونيتا وجدتها لأبيها أبيغيل كروثر. ذكرت التقارير أن ماكولاي كان أول نيجيري يمتلك سيارة آلية.
رغم أنه ابن عائلة أنجليكية متدينة، اعتنق ماكولاي التقاليد الدينية الأفريقية الأصلية، وكان مؤمنًا بالخرافات ومنخرطًا في ممارسة السحر. تضم أوراقه الشخصية ملاحظات من العرافين والمنجمين مع تعليمات حول المحرمات والكهانة والتضحيات وغيرها من الممارسات الغامضة. كان ماكولاي عضوًا أيضًا في جمعية البابالاووس (كهنة إفا) في لاغوس.
كان ماكولاي نجمًا اجتماعيًا عظيمًا في لاغوس الفكتورية. نظم حفلات موسيقيية وعروض أفلام (كان من بين النيجيريين الأوائل الذين جلبوا الأفلام إلى نيجيريا من خلال دعوة شركات الأفلام للحضور إلى لاغوس من أجل عرض الأفلام) في مقر إقامته (المسمى «كيرستين هول» تيمنًا بصديقه القنصل الألماني آرثر كيرستين) في 8 شارع بالبينا في يابا. لُقب ماكولاي «بساحر كيرستين هول» لقدرته على الحصول على معلومات سرية. أدار ماكولاي شبكة من المخبرين الذين دفع لهم رواتب سخية. في كثير من الأحيان، سُربت محاضر اجتماعات الحكومة الاستعمارية في الصحف التي كان ماكولاي مرتبطًا بها. يمكن العثور على أقسام كاملة من ملفات وبرقيات الحكومة الاستعمارية في أوراق ماكولاي في قسم أفريكانا بمكتبة جامعة إيبادان.